# صحة الأم في أنغولا
صحة الأم في أنغولا  (بالإنجليزية: Maternal health in Angola)‏، هي قضية معقدة للغاية. في منطقة أفريقيا جنوب الصحراء التي تقع فيها أنغولا ، كانت صحة الأم الفقيرة مشكلة مستمرة تساهم في انخفاض مستوى الصحة بين السكان في أوائل القرن الحادي والعشرين.و وفقًا لمنظمة الصحة العالمية (WHO) ، تشير صحة الأم إلى صحة المرأة أثناء الحمل والولادة وفترة ما بعد الولادة. تعتبر صحة الأم عاملاً هامًا في تحديد وضع الصحة في جميع البلدان مثل الصحة من المواليد الجدد ، التي تعتمد على صحة الأم ، لها تأثير على المراحل التنموية لكل فرد. في أنغولا ، تتأثر صحة الأم بالعديد من العوامل المختلفة ، بما في ذلك تاريخ الدولة ، والحالة الاقتصادية ، والانتشار العام منالأمراض المعدية.تسرد منظمة الصحة العالمية الأسباب الرئيسية لوفاة الأمهات بسبب النزيف الحاد ، والالتهابات ، وارتفاع ضغط الدم أثناء الحمل ، والولادة المعوقة ، والإجهاض غير المأمون. هذه الأسباب تشكل حوالي 80 بالمائة من جميع الوفيات النفاسية في جميع أنحاء العالم مع الغالبية العظمى التي تحدث في البلدان النامية. وتشمل العوامل الأخرى المتبقية التي تساهم في وفيات الأمهات ، الملاريا وفقر الدم وفيروس نقص المناعة البشرية و الإيدز أثناء الحمل. تشير منظمة الصحة العالمية أيضًا إلى أن أسباب وفاة العديد من النساء أثناء الولادة عادة ما تكون فقرًا طويلًا المسافة للرعاية ، ونقص المعلومات ، وعدم كفاية الخدمة ، والممارسات الثقافية. كل هذه الأسباب لوفيات الأمهات ، والأسباب المقابلة لها ، معروفة لدى النساء في أنغولا.